# Aeródromo Rincón Bonito
El Aeródromo Rincón Bonito (OACI: SCBT) es un terminal aéreo ubicado 20 kilómetros al suroeste de la localidad de Llanada Grande, Provincia de Llanquihue, Región de Los Lagos, Chile. Es de propiedad privada. Código del aeropuerto SCBT.